# Zamkovského chata
Zamkovského chata je horská chata, která se nachází v ústí Malé Studené doliny ve Vysokých Tatrách. 

## Historie
Chatu založil horolezec a horský vůdce Štefan Zamkovský v letech 1942-1943 jako své bydliště. Během druhé světové války sloužila chata jako útočiště partyzánů, Židů a politických vězňů. Po znárodnění v roce 1948, musel Zamkovského chatu opustit kvůli obvinění komunistické vlády, že byl přisluhovačem kapitalismu. Následně chata dostala nové jméno - Chata kpt. Nálepku. V roce 1992 byla po restituci chata vrácena Zamkovského potomkům.

## Současnost
V současnosti Zamkovského chata nabízí ubytování a občerstvení pro turisty. Zásoby se na ni dopravují podobně jako v minulosti, pomocí vysokohorských nosičů, ale pomáhá i vrtulník. Jako zdroj elektrické energie slouží malá vodní elektrárna na Malém studeném potoku.

## Přístup
K Zamkovského chatě je nejvhodnější přístup od Hrebienka po  chodníku, který pokračuje dále na Skalnaté pleso. 
Od chaty vede  chodník do Malé studené doliny.